# Vaporiera

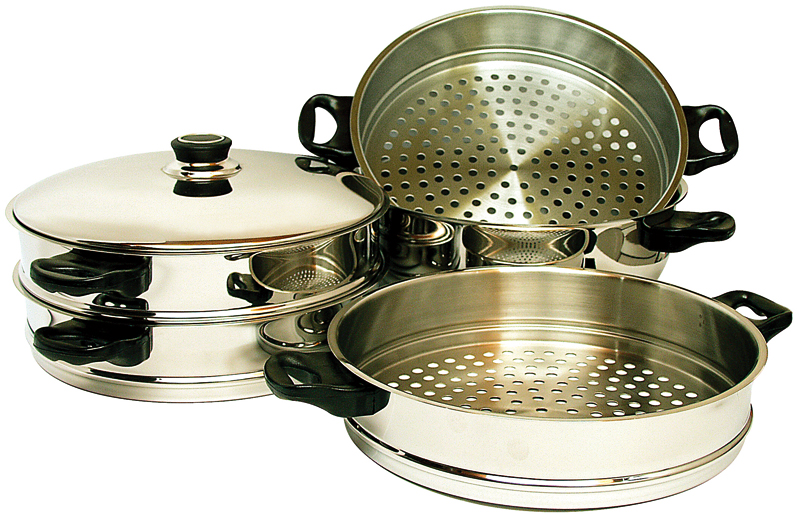
La mantovarka, una vaporiera per manti

Una vaporiera è un piccolo elettrodomestico da cucina utilizzato per cuocere o preparare vari cibi con il calore del vapore trattenendo il cibo in un recipiente chiuso riducendo la fuoriuscita di vapore. Questo metodo viene chiamato cottura a vapore.

## Storia

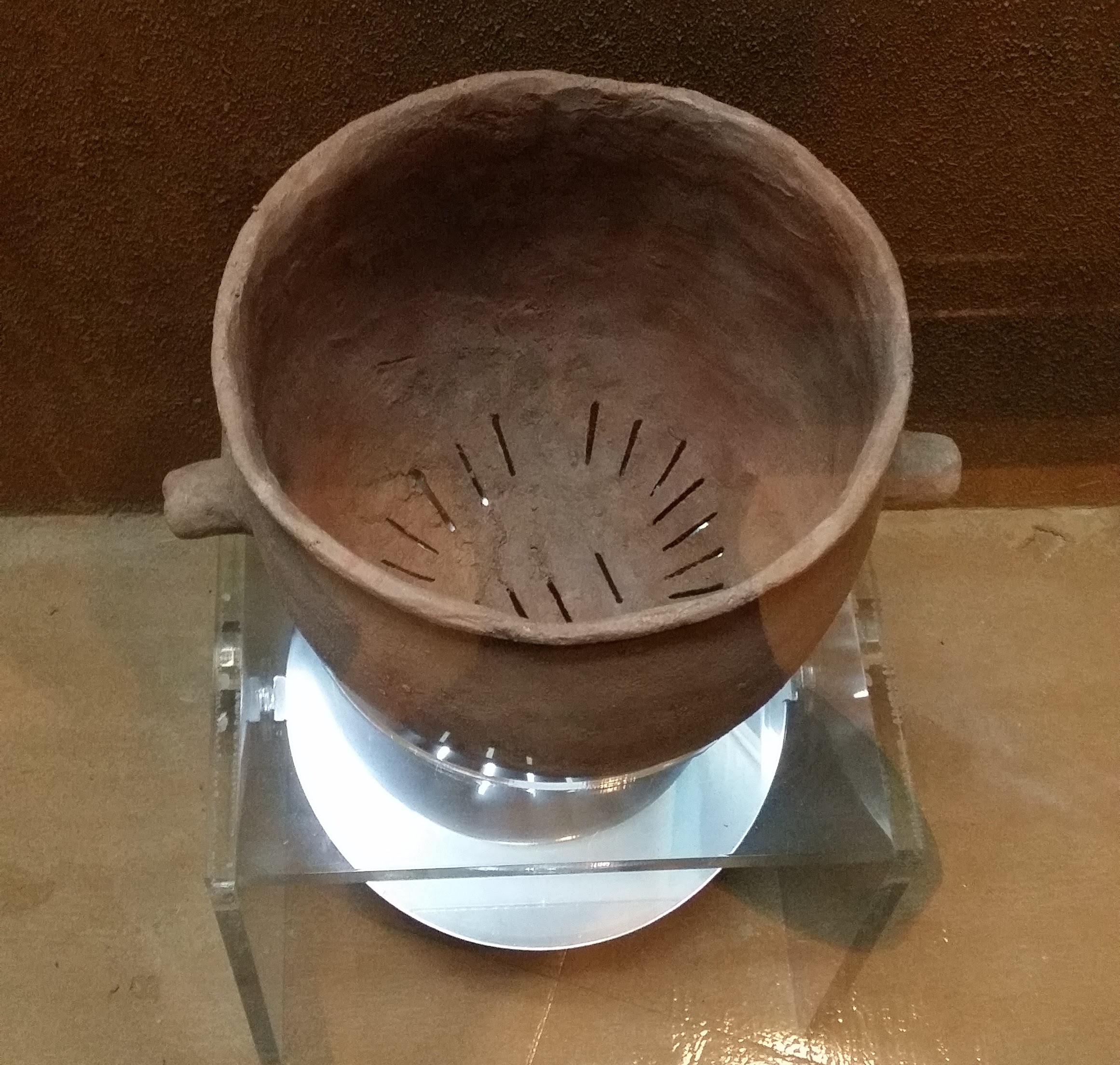
Un siru dell'età del bronzo (tradizionale vaporiera coreana)

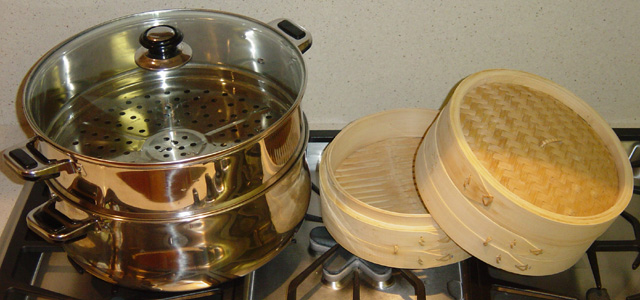
Due tipi di vaporiera, una di metallo e una di bambù

Gli antichi cinesi usavano vaporiere in ceramica per cucinare il cibo. Gli scavi archeologici hanno portato alla luce vasi da cucina in ceramica conosciuti come vaporiere yan, composti da due vasi, uno zeng con fondo traforato sormontato da una pentola o calderone con base a treppiede e coperchio superiore. La prima vaporiera yan risalente al 5000 a.C. circa è stata portata alla luce nel sito di Banpo. Nel fiume Azzurro inferiore, i vasi zeng apparvero per la prima volta nella cultura di Hemudu (5000-4500 a.C.) e di Liangzhu (3200-2000 a.C.) ed erano usati per cuocere il riso al vapore; vi sono inoltre vaporiere yan portate alla luce in diversi siti di Liangzhu, di cui 3 trovate nei siti di Chuodun e Luodun nel sud dello Jiangsu. Nel sito della cultura di Longshan (3000-2000 a.C.) a Tianwang, nello Shandong occidentale, sono stati scoperte 3 grandi vaporiere yan.

## Vantaggi
La maggior parte delle vaporiere dispone anche di un raccoglitore di succo che consente di consumare tutti i nutrienti (altrimenti persi sotto forma di vapore). Quando vengono utilizzate altre tecniche di cottura, come ad esempio la bollitura, questi nutrienti vengono generalmente dispersi nell'acqua eliminata dopo la cottura.
Le vaporiere sono ampiamente utilizzate in diete orientate alla salute come la cuisine minceur, alcune diete di cibi crudi, la cucina di Okinawa o la dieta macrobiotica, a causa del mancato utilizzo di olio. Inoltre rilasciano meno calore, contribuendo quindi a mantenere la cucina fresca durante le estati calde.

## Tipologie
Esistono diverse tipologie di vaporiere che si differenziano in base ai materiali che le costituiscono e non in base al principio di funzionamento:
- vaporiere di bambù: sono costituite da cestelli di bambù impilati l’uno sull’altro dai quali passa il vapore che fuoriesce da una pentola su cui sono appoggiati. È necessario che la pentola abbia lo stesso diametro dei cestelli onde evitare che il vapore fuoriesca a vuoto senza incanalarsi tra i cestelli e, quindi, senza portare a fine cottura gli alimenti. I cestelli non possono essere lavati in lavastoviglie, ma vanno sciacquati accuratamente a mano e asciugati altrettanto bene per evitare la formazione di muffa.
- vaporiere elettriche: sono costituite da cestelli di materiale plastico impilati l’uno sull’altro. Sfruttano la corrente elettrica per funzionare e quindi per creare il vapore necessario per la cottura degli alimenti. Hanno degli spazi appositi per inserire spezie e aromi per insaporire i cibi durante la cottura. I cestelli possono essere lavati in lavastoviglie.[7]

È possibile ottenere una cottura al vapore anche nel microonde, con contenitori appositi diversi dalle vaporiere tradizionali.